# Jag är min egen Dolly Parton
Jeg er min egen Dolly Parton er en dansk dokumentarfilm fra 2011 med instruktion og manuskript af Jessica Nettelbladt.

## Handling
En dybt personlig dokumentarfilm instrueret af Jessica Nettelbladt, der har tilbragt lang tid med blandt andet musikproduceren Gudrun Hauksdottir og sanger Nina Persson - i alt filmer hun fem farverige kvinder der, inspireret af Dolly Parton, har fået styrke til at gå deres egne veje. Fem kvinder, klar til at tage de udfordringer livet giver dem, tager os på en tankevækkende og inspirerende rejse, der handler om at tage sig selv alvorligt og have modet til at gøre drømmene til virkelighed.